# Österreichische Badmintonmeisterschaft 1997
Die Österreichische Badmintonmeisterschaft 1997 fand Anfang 1997 im Sacré Coeur Gymnasium in Pressbaum statt. Es war die 40. Auflage der Badmintonmeisterschaften von Österreich.

## Titelträger
| Disziplin    | Sieger                        |
| ------------ | ----------------------------- |
| Herreneinzel | Jürgen Koch                   |
| Dameneinzel  | Verena Fastenbauer            |
| Herrendoppel | Harald Koch Jürgen Koch       |
| Damendoppel  | Bettina Weilguni Irina Serova |
| Mixed        | Jürgen Koch Irina Serova      |